# Sidi Ahmed (Saïda)
Sidi Ahmed (în arabă سيدي أحمد) este o comună din provincia Saïda, Algeria.
Populația comunei este de 14.592 de locuitori (2008).